# لين برينتون
لين برينتون (بالإنجليزية: Lynn Brenton)‏ هو لاعب كرة قاعدة أمريكي، ولد في 7 أكتوبر 1889 في بيوريا في الولايات المتحدة، وتوفي في 14 أكتوبر 1968 في لوس أنجلوس في الولايات المتحدة.

## وصلات خارجية
- لين برينتون على موقعبيزبول رفرنس.كوم (الدوري الرئيسي) (الإنجليزية)
- لين برينتون على موقعبيزبول رفرنس.كوم (الدوري الثانوي) (الإنجليزية)